# Rick van den IJssel
Rick van den IJssel (Den Haag, 16 maart 1995) is een Nederlands hockeyer.
Van den IJssel speelt voor hockeyclub HDM, met wie hij in het seizoen 2021-2022 terug promoveerde naar de hoofdklasse hockey.
Eerder kwam hij 1 seizoen uit voor hockeyclub Royal Beerschot (Antwerpen), met wie hij vice-kampioen van België werd in het seizoen 2018-2019. Van den IJssel speelt nu al jaren voor hockeyclub HDM, waar hij meestal speelt als vleugelverdediger.